# Universale Economica Feltrinelli dal 2101 al 2200

## Dal n. 2101 al n. 2200
- I 100 precedenti: Universale Economica Feltrinelli dal 2001 al 2100

| Universale Economica Feltrinelli |              | |                                                |
|                                  |              | |                                                |
|                                  | Sezione      | Titolo | Autore                                         |
| 2101                             | Noir         | L'ultima notte di Wayne | Michael Koryta                                 |
| 2101 classici                    | Classici     | L'uomo dei lupi, a cura di Mario Ajazzi Mancini, introduzione di Giorgio Pressburger                                                                         | Sigmund Freud                                  |
| 2102                             | Noir         | Giallo a tempo di swing | Cornell Woolrich                               |
| 2102 classici                    | Classici     | Il piccolo Hans, a cura di Mario Ajazzi Mancini, introduzione di Daniele Del Giudice                                                                         | Sigmund Freud                                  |
| 2103                             | Narrativa    | Il conservatore | Nadine Gordimer                                |
| 2103 classici                    | Classici     | Il castello, introduzione di Sergio Quinzio, trad. di Umberto Gandini                                                                                        | Franz Kafka                                    |
| 2104                             | Narrativa    | Bassotuba non c'è | Paolo Nori                                     |
| 2104 classici                    | Classici     | Zadig e altri racconti filosofici, introduzione di Paolo Flores d'Arcais                                                                                     | Voltaire                                       |
| 2105                             | Narrativa    | In culo al mondo | António Lobo Antunes                           |
| 2105 classici                    | Classici     | Odissea, a cura di Emilio Villa | Omero                                          |
| 2106                             | Narrativa    | Bartleby e compagnia | Enrique Vila-Matas                             |
| 2106 classici                    | Classici     | I turbamenti dell'allievo Törless, introduzione di Franco Marcoaldi                                                                                          | Robert Musil                                   |
| 2107                             | Narrativa    | La pioggia prima che cada | Jonathan Coe                                   |
| 2107 classici                    | Classici     | Gente di Dublino, a cura di Daniele Benati, introduzione di Italo Svevo                                                                                      | James Joyce                                    |
| 2108                             | Narrativa    | Più forte di me | Rossana Campo                                  |
| 2108 classici                    | Classici     | L'essenza del Cristianesimo, prefazione di Antonio Banfi | Ludwig Feuerbach                               |
| 2109                             | Narrativa    | Il sole si spegne | Osamu Dazai                                    |
| 2109 classici                    | Classici     | Il processo, introduzione di Bruno Schulz, trad. di Anita Raja                                                                                               | Franz Kafka                                    |
| 2110                             | Saggi        | Rinascimento e rinascenze nell'arte occidentale | Erwin Panofsky                                 |
| 2110 classici                    | Classici     | Il critico come artista - L'anima dell'uomo sotto il socialismo, introduzione di Silvio Perrella, a cura di Alessandro Ceni                                  | Oscar Wilde                                    |
| 2111                             | Saggi        | È ora di parlarne. Quel che i figli devono sapere dai genitori sul sesso                                                                                     | Sharon Maxwell                                 |
| 2111 classici                    | Classici     | Mastro-don Gesualdo, a cura di Enzo Di Mauro, introduzione di D. H. Lawrence                                                                                 | Giovanni Verga                                 |
| 2112                             | Oriente      | Il paniere di frutta | Rabindranath Tagore                            |
| 2112 classici                    | Classici     | Mandragola - Clizia, prefazione di Riccardo Bacchelli | Niccolò Machiavelli                            |
| 2113                             | Vite Narrate | I migliori anni della nostra vita | Ernesto Ferrero                                |
| 2113 classici                    | Classici     | Racconti (1880-1884), introduzione di Lalla Romano | Anton Čechov                                   |
| 2114                             | Narrativa    | Vergine giurata | Elvira Dones                                   |
| 2114 classici                    | Classici     | Medea, introduzione di B. M. W. Knox, a cura di Laura Correale                                                                                               | Euripide                                       |
| 2115                             | Narrativa    | Neve di primavera | Yukio Mishima                                  |
| 2115 classici                    | Classici     | Orlando Furioso, 2 voll., a cura di Giuliano Innamorati, prefazione di Ermanno Cavazzoni                                                                     | Ludovico Ariosto                               |
| 2116                             | Memoria      | Giungla polacca | Ryszard Kapuściński                            |
| 2116 classici                    | Classici     | Béatrix | Honoré de Balzac                               |
| 2117                             | Narrativa    | Gli Stati Uniti d'Africa | Abdourahman Waberi                             |
| 2117 classici                    | Classici     | Ultimi scritti, a cura di Franco Rella | Charles Baudelaire                             |
| 2118                             | Narrativa    | La grammatica di Dio | Stefano Benni                                  |
| 2118 classici                    | Classici     | Cuore di tenebra, postfazione di Alessandro Baricco | Joseph Conrad                                  |
| 2119                             | Narrativa    | Il coperchio del mare | Banana Yoshimoto                               |
| 2119 classici                    | Classici     | Poesie sacre e profane, prefazione di Virginia Woolf, introduzione di Giles Lytton Strachey                                                                  | John Donne                                     |
| 2120                             | Narrativa    | I quaderni del pianto | Marcela Serrano                                |
| 2120 classici                    | Classici     | Ricordi dal sottosuolo, a cura di Gianlorenzo Pacini | Fëdor Dostoevskij                              |
| 2121                             | Narrativa    | Rossovermiglio | Benedetta Cibrario                             |
| 2121 classici                    | Classici     | La terra desolata - Quattro quartetti, introduzione di Czesław Miłosz                                                                                        | Thomas Stearns Eliot                           |
| 2122                             | Narrativa    | Prima esecuzione | Domenico Starnone                              |
| 2122 classici                    | Classici     | Giona / Ionà | Erri De Luca (a cura di)                       |
| 2123                             | Narrativa    | La figlia dell'altra | A. M. Homes                                    |
| 2123 classici                    | Classici     | Poesie e prose, introduzione di Pier Paolo Pasolini | Guido Gozzano                                  |
| 2124                             | Narrativa    | Regno a venire | J. G. Ballard                                  |
| 2124 classici                    | Classici     | Repubblica o Sulla Giustizia, 2 voll., a cura di Mario Vitali, introduzione di Helmut Kohlenberger                                                           | Platone                                        |
| 2125                             | Narrativa    | Lo squalificato | Osamu Dazai                                    |
| 2125 classici                    | Classici     | Simposio o Sull'Amore, a cura di Fabio Zanatta, introduzione di Umberto Galimberti                                                                           | Platone                                        |
| 2126                             | Narrativa    | Donne e uomini | Richard Ford                                   |
| 2126 classici                    | Classici     | Amleto, a cura di Agostino Lombardo | William Shakespeare                            |
| 2127                             | Narrativa    | Il mondo estremo | Christoph Ransmayr                             |
| 2127 classici                    | Classici     | Eneide, prefazione di Beniamino Placido, a cura di Enrico Oddone                                                                                             | Virgilio                                       |
| 2128                             | Traveller    | Autobus con Buddha. Viaggio attraverso il Giappone | Will Ferguson                                  |
| 2128 classici                    | Classici     | Trattato sulla tolleranza, introduzione di Salvatore Veca | Voltaire                                       |
| 2129                             | Traveller    | Seta e veleni | Duilio Giammaria                               |
| 2129 classici                    | Classici     | Poesie, a cura di Luigi de Nardis, prefazione di Fabrizio De André                                                                                           | François Villon                                |
| 2130                             | Saggi        | Gli anormali. Corso al Collège de France 1974-75 | Michel Foucault                                |
| 2130 classici                    | Classici     | America o Il disperso, introduzione di Max Brod, trad. di Umberto Gandini                                                                                    | Franz Kafka                                    |
| 2131                             | Saggi        | La scommessa della decrescita | Serge Latouche                                 |
| 2131 classici                    | Classici     | Stato e anarchia, introduzione di Maurizio Maggiani | Michail Bakunin                                |
| 2132                             | Saggi        | La consulenza filosofica | Gerd B. Achenbach                              |
| 2132 classici                    | Classici     | Shelley, Keats, Byron: i ragazzi che amavano il vento | Roberto Mussapi (a cura di)                    |
| 2133                             |              | |                                                |
| 2133 classici                    |              | |                                                |
| 2134                             | Oriente      | Sei sicuro di non essere buddista? | Khyentse Norbu                                 |
| 2134 classici                    | Classici     | Otello, a cura di Agostino Lombardo | William Shakespeare                            |
| 2135                             | Noir         | Velocemente da nessuna parte | Grazia Verasani                                |
| 2135 classici                    | Classici     | America, introduzione di Michael Slater | Charles Dickens                                |
| 2136                             | Memoria      | Quando cessarono gli spari | Giovanni Pesce                                 |
| 2136 classici                    | Classici     | Le passeggiate del sognatore solitario, a cura di Beppe Sebaste                                                                                              | Jean-Jacques Rousseau                          |
| 2137                             | Narrativa    | L'anima di Hegel e le mucche del Wisconsin | Alessandro Baricco                             |
| 2137 classici                    | Classici     | Kohèlet / Ecclesiaste | Erri De Luca (a cura di)                       |
| 2138                             | Narrativa    | Colori proibiti | Yukio Mishima                                  |
| 2138 classici                    | Classici     | 3000 anni fra i Microbi, introduzione di Carlo Pagetti | Mark Twain                                     |
| 2139                             | Saggi        | Origini di storie | Gianluca Bocchi, Mauro Ceruti                  |
| 2139 classici                    | Classici     | I viaggi di Gulliver, a cura di Gianni Celati | Jonathan Swift                                 |
| 2140                             | Saggi        | Sapere per comprendere. Discipline di studio e disciplina della mente                                                                                        | Howard Gardner                                 |
| 2140 classici                    | Classici     | Pensieri sulla democrazia in Europa, a cura di Salvo Mastellone                                                                                              | Giuseppe Mazzini                               |
| 2141                             | Vite Narrate | Una storia quasi soltanto mia | Licia Pinelli, Piero Scaramucci                |
| 2141 classici                    | Classici     | Tre uomini in barca (per non parlar del cane), introduzione di Francesco Piccolo                                                                             | Jerome K. Jerome                               |
| 2142                             | Vite Narrate | Sempre nel posto sbagliato. Autobiografia | Edward W. Said                                 |
| 2142 classici                    | Classici     | Macbeth, a cura di Agostino Lombardo | William Shakespeare                            |
| 2143                             | Narrativa    | La Dea dei baci | Ippolita Avalli                                |
| 2143 classici                    | Classici     | La mite, introduzione di Paolo Di Stefano | Fëdor Dostoevskij (vedi anche n. 695)          |
| 2144                             | Narrativa    | Neppure un rigo in cronaca | Gino e Michele                                 |
| 2144 classici                    | Classici     | Salomè, prefazione di Raul Montanari, a cura di Gaia Servadio                                                                                                | Oscar Wilde                                    |
| 2145                             | Varia        | Cuochi si diventa | Allan Bay                                      |
| 2145 classici                    | Classici     | Bouvard e Pécuchet, a cura di Franco Rella | Gustave Flaubert                               |
| 2146                             | Saggi        | La vita e le regole. Tra diritto e non diritto | Stefano Rodotà                                 |
| 2146 classici                    | Classici     | L'ingenuo - L'uomo dai quaranta scudi, prefazione di Sebastiano Nata                                                                                         | Voltaire                                       |
| 2147                             | Narrativa    | Il bacio della donna ragno | Manuel Puig                                    |
| 2147 classici                    | Classici     | L'idiota, a cura di Gianlorenzo Pacini | Fëdor Dostoevskij                              |
| 2148                             | Narrativa    | La sicurezza degli oggetti | A. M. Homes                                    |
| 2148 classici                    | Classici     | I racconti, con un saggio di Charles Baudelaire | Edgar Allan Poe                                |
| 2149                             | Narrativa    | Cavalli in fuga | Yukio Mishima                                  |
| 2149 classici                    | Classici     | Storie fantastiche delle vacanze, prefazione di Maurizio Maggiani                                                                                            | Charles Dickens                                |
| 2150                             | Narrativa    | Gli alberi ne parlano ancora | Calixthe Beyala                                |
| 2150 classici                    | Classici     | Libro di Rut | Erri De Luca (a cura di)                       |
| 2151                             | Narrativa    | La somma dei giorni | Isabel Allende                                 |
| 2151 classici                    | Classici     | Tito Andronico, a cura di Agostino Lombardo | William Shakespeare                            |
| 2152                             | Narrativa    | Diario di scuola | Daniel Pennac                                  |
| 2152 classici                    |              | |                                                |
| 2153                             | Narrativa    | La vita fa rima con la morte | Amos Oz                                        |
| 2153 classici                    | Classici     | Racconti (1885), introduzione di Claudio Piersanti | Anton Čechov                                   |
| 2154                             | Narrativa    | Questa notte mi ha aperto gli occhi | Jonathan Coe                                   |
| 2154 classici                    | Classici     | La principessa di Babilonia - Le lettere di Amabed, prefazione di Dario Voltolini                                                                            | Voltaire                                       |
| 2155                             | Narrativa    | L'illusione del bene | Cristina Comencini                             |
| 2155 classici                    | Classici     | I demoni, a cura di Gianlorenzo Pacini | Fëdor Dostoevskij                              |
| 2156                             | Narrativa    | Storia della libertà di pensiero | Paolo Villaggio                                |
| 2156 classici                    | Classici     | Giulio Cesare, a cura di Agostino Lombardo | William Shakespeare                            |
| 2157                             | Narrativa    | Pamphlet dal pianeta delle scimmie | Manuel Vázquez Montalbán                       |
| 2157 classici                    | Classici     | L'isola del tesoro, prefazione di Domenico Scarpa | Robert Louis Stevenson                         |
| 2158                             | Saggi        | L'ambiguo malanno. Condizione e immagine della donna nell'antichità greca e romana                                                                           | Eva Cantarella                                 |
| 2158 classici                    | Classici     | Pot-pourri, a cura di Lorenzo Bianchi | Voltaire                                       |
| 2159                             | Saggi        | Lettura del Macbeth | Agostino Lombardo                              |
| 2159 classici                    | Classici     | Notre-Dame de Paris, a cura di Donata Feroldi, introduzione di Goffredo Fofi                                                                                 | Victor Hugo                                    |
| 2160                             | Saggi        | Arte e artefatti | Tomás Maldonado                                |
| 2160 classici                    | Classici     | Lord Jim, introduzione di Domenico Starnone | Joseph Conrad                                  |
| 2161                             |              | |                                                |
| 2161 classici                    | Classici     | Coriolano, a cura di Agostino Lombardo | William Shakespeare                            |
| 2162                             | Saggi        | Sulle regole | Gherardo Colombo                               |
| 2162 classici                    | Classici     | I promessi sposi, a cura di Enrico Ghidetti | Alessandro Manzoni                             |
| 2163                             | Saggi        | Thomas Münzer teologo della rivoluzione, a cura di Stefano Zecchi                                                                                            | Ernst Bloch                                    |
| 2163 classici                    | Classici     | Vita di Sansone | Erri De Luca (a cura di)                       |
| 2164                             | Saggi        | Dormi, bambino, dormi. Guida pratica al sonno dei bambini | Eduard Estivill                                |
| 2164 classici                    | Classici     | Il sosia, prefazione di Olga Belkina | Fëdor Dostoevskij                              |
| 2165                             | Oriente      | Consapevolmente verdi | Stephanie Kaza                                 |
| 2165 classici                    | Classici     | I fiori del male | Charles Baudelaire                             |
| 2166                             | Oriente      | Una risata vi risveglierà | Osho                                           |
| 2166 classici                    | Classici     | Il contratto sociale, introduzione di Alberto Burgio | Jean-Jacques Rousseau                          |
| 2167                             | Narrativa    | Musica per organi caldi | Charles Bukowski                               |
| 2167 classici                    | Classici     | Misura per misura, a cura di Agostino Lombardo | William Shakespeare                            |
| 2168                             | Narrativa    | Sonetti del Badalucco nell'Italia odierna | Gianni Celati                                  |
| 2168 classici                    |              | |                                                |
| 2169                             | Narrativa    | Il Vangelo secondo Gesù Cristo | José Saramago                                  |
| 2169 classici                    | Classici     | Il racconto d'inverno, a cura di Agostino Lombardo | William Shakespeare                            |
| 2170                             | Narrativa    | L'anno della morte di Ricardo Reis | José Saramago                                  |
| 2170 classici                    |              | |                                                |
| 2171                             | Narrativa    | L'uomo duplicato | José Saramago                                  |
| 2171 classici                    | Classici     | Il padre Goriot | Honoré de Balzac                               |
| 2172                             | Narrativa    | Chie-chan e io | Banana Yoshimoto                               |
| 2172 classici                    | Classici     | Vita di Noè / Nòaḣ | Erri De Luca (a cura di)                       |
| 2173                             | Narrativa    | Beethoven era per un sedicesimo nero | Nadine Gordimer                                |
| 2173 classici                    | Classici     | I sotterranei del Vaticano | André Gide                                     |
| 2174                             | Narrativa    | Io sono di legno | Giulia Carcasi                                 |
| 2174 classici                    | Classici     | La tempesta, a cura di Agostino Lombardo | William Shakespeare                            |
| 2175                             | Saggi        | Un mondo senza povertà | Muhammad Yunus                                 |
| 2175 classici                    | Classici     | Un eroe dei nostri tempi, a cura di Paolo Nori | Michail Jur'evič Lermontov                     |
| 2176                             |              | |                                                |
| 2176 classici                    | Classici     | Pensieri sulla democrazia in Europa, a cura di Salvo Mastellone (nuova ed.)                                                                                  | Giuseppe Mazzini                               |
| 2177                             | Saggi        | Il pensiero debole | Gianni Vattimo e Pier Aldo Rovatti (a cura di) |
| 2177 classici                    | Classici     | Le avventure di Huckleberry Finn, a cura di Giuseppe Culicchia                                                                                               | Mark Twain                                     |
| 2178                             | Saggi        | Fuori come va? Famiglie e persone con schizofrenia | Peppe Dell'Acqua                               |
| 2178 classici                    | Classici     | Ippolito, a cura di Davide Susanetti | Euripide                                       |
| 2179                             | Oriente      | Senza via di scampo | Pema Chödrön                                   |
| 2179 classici                    | Classici     | L'ospite di pietra, a cura di Erri De Luca | Aleksandr Sergeevič Puškin                     |
| 2180                             | Vite Narrate | I miracoli della vita | J. G. Ballard                                  |
| 2180 classici                    | Classici     | Poesie filosofiche, a cura di Giovanna Pinna | Friedrich Schiller                             |
| 2181                             | Narrativa    | Ultima fermata a Brooklyn | Hubert Selby                                   |
| 2181 classici                    | Classici     | Novelle, a cura di Cesare De Marchi | Arthur Schnitzler                              |
| 2182                             | Narrativa    | Cecità | José Saramago                                  |
| 2182 classici                    | Classici     | Sogno di una notte di mezza estate, a cura di Nadia Fusini                                                                                                   | William Shakespeare                            |
| 2183                             | Narrativa    | Una terra chiamata Alentejo | José Saramago                                  |
| 2183 classici                    | Classici     | Saggi sulla religione, a cura di Ludovico Geymonat | John Stuart Mill                               |
| 2184                             | Narrativa    | Il tunnel | Ernesto Sabato                                 |
| 2184 classici                    | Classici     | Umili prose: I racconti di Belkin - La donna di picche - Kirdžali - La figlia del capitano, a cura di Paolo Nori                                             | Aleksandr Sergeevič Puškin                     |
| 2185                             | Narrativa    | Una pantera in cantina | Amos Oz                                        |
| 2185 classici                    | Classici     | Satire, a cura di Ugo Dotti | Orazio                                         |
| 2186                             | Narrativa    | Il sapore della gloria | Yukio Mishima                                  |
| 2186 classici                    | Classici     | Il diario di Eva, a cura di Barbara Lanati | Mark Twain                                     |
| 2187                             | Narrativa    | Storia abbreviata della letteratura portatile | Enrique Vila-Matas                             |
| 2187 classici                    | Classici     | Mephisto: romanzo di una carriera | Klaus Mann                                     |
| 2188                             | Memoria      | Ancora un giorno | Ryszard Kapuściński                            |
| 2188 classici                    | Classici     | Elegie duinesi, a cura di Michele Ranchetti | Rainer Maria Rilke                             |
| 2189                             | Traveller    | La Cina in Vespa | Giorgio Bettinelli                             |
| 2189 classici                    | Classici     | Racconti della maturità (Contiene: Il monaco nero; Tre anni; La mia vita: racconto di un provinciale; Dell'amore; La signora con il cagnolino; La fidanzata) | Anton Čechov                                   |
| 2190                             | Traveller    | Verso Samarcanda | Bernard Ollivier                               |
| 2190 classici                    | Classici     | Poesie, a cura di William Spaggiari | Giosuè Carducci                                |
| 2191                             | Traveller    | Amor di Corsica | Stefano Tomassini                              |
| 2191 classici                    | Classici     | Romanze senza parole, a cura di Cesare Viviani | Paul Verlaine                                  |
| 2192                             | Saggi        | Libertà, a cura di Henry Hardy | Isaiah Berlin                                  |
| 2192 classici                    | Classici     | Le relazioni pericolose, a cura di Cinzia Bigliosi Franck | P.-A.-F. Choderlos de Laclos                   |
| 2193                             | Saggi        | Sobrietà. Dallo spreco di pochi ai diritti di tutti | Francesco Gesualdi                             |
| 2193 classici                    | Classici     | Peldicarota, a cura di Rossana Campo | Jules Renard                                   |
| 2194                             | Saggi        | La bellezza e gli oppressi. Dieci lezioni sull'idea di giustizia                                                                                             | Salvatore Veca                                 |
| 2194 classici                    | Classici     | Moby Dick, a cura di Alessandro Ceni | Herman Melville                                |
| 2195                             | Saggi        | C'era una volta la DDR | Anna Funder                                    |
| 2195 classici                    | Classici     | La commedia degli errori, a cura di Nadia Fusini | William Shakespeare                            |
| 2196                             | Saggi        | Formae mentis. Saggio sulla pluralità dell'intelligenza | Howard Gardner                                 |
| 2196 classici                    | Classici     | Liriche e frammenti, a cura di Ezio Savino | Saffo                                          |
| 2197                             | Oriente      | Sesso e intimità | Krishnananda Amana                             |
| 2197 classici                    | Classici     | Casa Howard, prefazione di Agostino Lombardo, con un saggio di Virginia Woolf                                                                                | Edward Morgan Forster                          |
| 2198                             | Vite Narrate | Altman racconta Altman | David Thompson ( a cura di)                    |
| 2198 classici                    | Classici     | Signorina Else, a cura di Enrico Groppali | Arthur Schnitzler                              |
| 2199                             | Vite Narrate | Nina Simone. Una vita | David Brun-Lambert                             |
| 2199 classici                    | Classici     | Epistole e Ars poetica, a cura di Ugo Dotti | Orazio                                         |
| 2200                             | Noir         | Io so tutto di lei | Lucia Tilde Ingrosso                           |
| 2200 classici                    | Classici     | Le troiane, a cura di Davide Susanetti | Euripide                                       |

- I 100 successivi: Universale Economica Feltrinelli dal 2201 al 2300